# Christian Lechelt

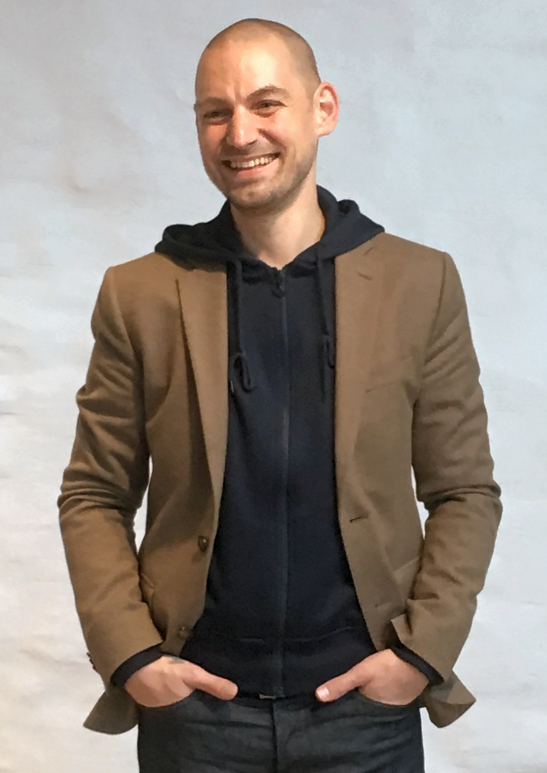
Christian Lechelt, 2017

Christian Lechelt (* 18. Januar 1977 in Braunschweig) ist ein deutscher Kunsthistoriker und seit Oktober 2016 Leiter des Museums Schloss Fürstenberg.

## Leben und Werk
Bis 1996 besuchte Lechelt die Wilhelm-Bracke-Gesamtschule in Braunschweig und studierte von 1997 bis 2006 Kunstgeschichte, Pädagogik, Theater-, Film- und Fernsehwissenschaften an der Universität zu Köln. Er promovierte 2013 an der Technischen Universität Hamburg-Harburg (TUHH) mit einer Arbeit über den Meißener Porzellankünstler Emil Paul Börner, der für die Meißner Manufaktur arbeitete. Lechelts Promotionsschrift stellt Börners Werk in den Kontext der Entwicklung des deutschen Porzellans in der ersten Hälfte des 20. Jahrhunderts.
In den Jahren 2005 und 2006 war Lechelt studienbegleitend als Kunstvermittler beim Kölner Museum Ludwig, von 2012 bis 2016 zunächst als wissenschaftlicher Mitarbeiter, später als Projektleiter und Kurator und Katalogautor beim Porzellanikon im bayerischen Selb, tätig. Von 2012 bis 2016 arbeitete er als freischaffender Autor für die Stiftung Nord/LB-Öffentliche (heute Die Braunschweigische Stiftung) an der Monografie über die Porzellanmanufaktur in Fürstenberg seit Mitte des 19. Jahrhunderts bis zur Gegenwart.
Seit Oktober 2016 leitet er in Fürstenberg das Museum Schloss Fürstenberg, wo er seit 2015 Projektleiter für die Neugestaltung des im März 2017 wiedereröffneten Museums war. Lechelt ist Mitglied verschiedener kunsthistorischer Vereine, u. a. dem Freundeskreis keramischer Münzen und Medaillen, dem Verband Deutscher Kunsthistoriker e. V., Vizepräsident der Gesellschaft der Keramikfreunde e. V. sowie Redakteur der Fachzeitschrift Keramos. Gemeinsam mit der Künstlergruppe Weißer Elefant und Heinz Eggert initiierte er 2018 die Gründung des Vereins zur Förderung zeitgenössischer Porzellankunst e. V.  Er ist Lehrbeauftragter an der TUHH in Hamburg-Harburg und lebt in Höxter.
Lechelt verfasste mehrere kunsthistorische Monografien, Aufsätze in Ausstellungskatalogen sowie Rezensionen und Beiträge für die Fachzeitschriften Keramos, Kunstform und Neue Keramik.

## Werke (Auswahl)

### Monografien
- Porzellan und Politik: Der Tafelaufsatz „Geburt der Schönheit“. VDM Verlag Dr. Müller, Saarbrücken 2011, ISBN 978-3-8364-5249-6.
- Manufaktur und Manufakturkünstler: Über das porzellankünstlerische Schaffen von Emil Paul Börner (1888–1970). 2012, Dissertation (ediss.sub.uni-hamburg.de PDF; 12 MB)
- Die Geschichte der Manufaktur von der Privatisierung 1859 bis zur Gegenwart. In: Die Porzellanmanufaktur Fürstenberg. Band III (= Braunschweigisches Kunsthandwerk. Band 1). Appelhans Verlag, Braunschweig 2016, ISBN 978-3-944939-24-7.

### Artikel in Fachzeitschriften und Ausstellungskatalogen
- Porzellan und Politik – eine Vorrede und ein Beispiel. In: Keramos. Nr. 184, 2004, ISSN 0453-7580, S. 3–7.
- Porzellan und Politik II: der Tafelaufsatz „Geburt der Schönheit“ von Paul Scheurich. In: Keramos. Nr. 196, 2007, ISSN 0453-7580, S. 59–92.
- Samuel Wittwer: Raffinesse & Eleganz. Königliche Porzellane des frühen 19. Jahrhunderts aus der Twinight Collection New York. Hirmer, München 2007 (Rezension, In: sehepunkte 8 (2008), Nr. 2).
- Josephine Gabler: August Gaul. Das Werkverzeichnis der Skulpturen, Berlin: Jaron Verlag GmbH 2007, (Rezension, In: sehepunkte 9 (2009), Nr. 9).
- Porzellan im Dritten Reich – eine Standortbestimmung. Zu den ideologischen Aspekten eines Materials und seiner Produkte. In: Königstraum und Massenware. 300 Jahre europäisches Porzellan, Ausstellungskatalog Porzellanikon Selb und Porzellanikon Hohenberg an der Eger, 2010, S. 234–240 (In: Schriften und Kataloge des Deutschen Porzellanmuseums, Band 104/1).
- Jugendstil. Auf der steten Suche nach Neuem. In: Königstraum und Massenware. 300 Jahre europäisches Porzellan, Ausstellungskatalog Porzellanikon Selb und Porzellanikon Hohenberg an der Eger, 2010, S. 451–542 (In: Schriften und Kataloge des Deutschen Porzellanmuseums, Band 104/1).
- Art Déco. Glamour und Nüchternheit zwischen den Weltkriegen. In: Königstraum und Massenware. 300 Jahre europäisches Porzellan, Ausstellungskatalog Porzellanikon Selb und Porzellanikon Hohenberg an der Eger, 2010, S. 543–622 (In: Schriften und Kataloge des Deutschen Porzellanmuseums, Band 104/1).
- Ralf Beil (Hg.): Masken. Metamorphosen des Gesichts von Rodin bis Picasso, Ostfildern: Hatje Cantz 2009, (Rezension, In: sehepunkte 10 (2010), Nr. 12).
- Katharina Lippold: Berliner Terrakottakunst des 19. Jahrhunderts, Berlin: Gebr. Mann Verlag 2010, (Rezension, In: sehepunkte 11 (2011), Nr. 9).
- "Wenn Tradition und Zeitempfinden sich ergänzen". Vergleichende Betrachtung zur Porzellangestaltung um 1930 in Berlin und Meißen, In: Keramos Nr. 222, 2013, S. 53–60.
- Julia Weber: Meißener Porzellane mit Dekoren nach ostasiatischen Vorbildern. Stiftung Ernst Schneider in Schloss Lustheim. Herausgegeben von Renate Eikelmann, München: Hirmer 2013, (Rezension, In: sehepunkte 14 (2014), Nr. 11).
- Peter Wolf: Götterdämmerung. König Ludwig II. von Bayern und seine Zeit. In: Kunstform. Band 17, Nr. 5, 2016, ISSN 1618-7199 (arthistoricum.net – Rezension).
- Palimpsest. Porzellane von Barbara Hertwig. In: Neue Keramik. Band Juli/August, 2020, S. 26–29.
- Detlev Freigang: Das Porzellan Ostasiens und die Delfter Fayence. In Interieurs dynastischer Inszenierungen & politischer Selbstvergewisserungsstrategien im Europa des 17. und 18. Jahrhunderts, Petersberg: Michael Imhof Verlag 2015, (Rezension, In: sehepunkte 20 (2020), Nr. 3).
- Schwelgen im weißen Gold. Metz versteigert bedeutende Porzellane des 18. Jahrhunderts und die Sammlung Gerda Bernsmann, Aktionskatalog, 2020.